# Volta à Romandia feminina
A Volta à Romandia feminina é uma prova de ciclismo feminino na Suíça, parte do UCI Women's World Tour . A corrida percorre a região da Romandia, na parte francófona da Suíça - usando estradas nas montanhas do Jura e nas cadeias montanhosas dos Alpes.

## História
A Volta à Romandia é uma histórica corrida masculina, realizada pela primeira vez em 1947 para comemorar o aniversário de 50 anos do ciclismo suíço .  Em 2022, a organização da prova anunciou que a Volta à Romandia feminina seria realizado pela primeira vez em 2022 - no âmbito das comemorações dos 75 anos da prova.
O primeiro evento foi realizado em outubro de 2022, durante 3 dias. A primeira etapa foi uma corrida de circuito em Lausanne, a segunda etapa foi de Sion à estação de esqui de Thyon 2000 e a etapa final foi de Friburgo a Genebra - onde terminou a primeira Volta à Romandia masculina em 1947.   A primeira edição foi vencida por Ashleigh Moolman-Pasio do SD Worx .

## Palmarés
| Ano  | Vencedor               | Segundo              | Terceiro             |
| ---- | ---------------------- | -------------------- | -------------------- |
| 2022 | Ashleigh Moolman Pasio | Annemiek van Vleuten | Elisa Longo Borghini |
| 2023 | Demi Vollering         | Katarzyna Niewiadoma | Marlen Reusser       |
| 2024 | Lotte Kopecky          | Demi Vollering       | Gaia Realini         |
| 2025 |                        |                      |                      |